# Somatiidae
Famille
Les Somatiidae sont une famille de diptères.

## Liste des genres
Selon Catalogue of Life (2 juin 2019) :
- genre Somatia